# Andersens julehemmelighed
Andersens julehemmelighed er en voksen-julekalender fra 1993, der blev sendt på TV 2 samme år og blev genudsendt i 1998 og 2016. Julekalenderen er skrevet af Lars Mering og Anne-Marie Olesen efter idé af Sten Hasager og er instrueret af Claus Bue. Det er den mest sete voksen-julekalender 1992-2010 med et seertal på 1.650.000 i gennemsnit.
I 2023 vises julekalenderen på Paramounts gratis streamingtjeneste Pluto TV.

## Handling
Julekalenderen handler om Julemand 39, som ikke har gjort sit job ordentligt. Derfor skal han op til julemandseksamen igen. Hvis han dumper, bliver han degraderet til julenisse. Hans eksamensopgave bliver at få en familie, der ikke længere holder jul, til at holde jul. Ved lodtrækning trækker han familien Andersen (far Tage, mor Åse og datter Putte). Den mest julefjendske familie nogensinde! De gemmer på en forfærdelig hemmelighed om, hvorfor de ikke holder jul.

## Medvirkende
Julemand 39 spilles af Claus Bue selv, mens hans assistent, Fritz, bliver spillet af Søren Østergaard. Andre roller bliver spillet af Torben Zeller, Niels Olsen og Søren Hauch-Fausbøll. De var improvisationsensemblet Så hatten passer og lavede Hatten Rundt og senere Hatten I Skyggen.

## Yderligere optræden
Personerne Putte (Søren Hauch-Fausbøll) og Åse Andersen (Torben Zeller) optrådte udover julekalenderen i et afsnit af Michael Meyerheims talkshow. Putte optrådte med sin sang, der også er med i Andersens Julehemmelighed (med undtagelse af en enkelt improviseret sætning af sangen om medgæsten Mimi Jakobsen). Åse spurgte desuden Mimi Jakobsen om hun kunne overtale sin mand tv-værten Bengt Burg til at ændre navnet på sit tv-program – Lykkehjulet – til Lykke-skibet eller Lykkeringen, eftersom Åse får et alvorligt anfald hver gang ordet 'jul' bliver nævnt.
Claus Bue, Torben Zeller, Niels Olsen, Søren Østergaard og Søren Hauch-Fausbøll lavede i 1994 den humoristiske sang De tolv julegaver der er på CD'en "En julehilsen", som blev udgivet til støtte for AIDS-fondet. Den omhandler de 'tolv gaver', Åse Andersen fik af sin familie juleaften.